# Chenposel
Chenposel /=dwelling below/, jedno od plemena iz skupine Patwin, porodica copehan, koji su do sredine 1800-tih godina živjeli na donjem toku Cache Creeka, na području današnjeg okruga Yolo u Kaliforniji.
Chenposeli su pripadali u Hill Patwine, a njihovo glavno naselje bilo je Tebti. Spominje ih Powers u Cont. N.A. Ethnol., iii, 219, 1877.